# USS McInerney (FFG-8)
La USS McInerney (FFG-8) fue una fragata de la clase Oliver Hazard Perry que sirvió en la Armada de los Estados Unidos de 1979 a 2010. Transferida a la marina de guerra de Pakistán, sirve como PNS Alamgir (F-260).

## Construcción
A la fragata le fue colocada su quilla el 16 de enero de 1978 en el Bath Iron Works (Maine) y fue botada el 4 de noviembre del mismo año. Fue asignada el 15 de diciembre de 1979.

## Historia de servicio
Asignada en 1979. En 1984 estuvo navegando en Oriente Medio durante la guerra Irán-Irak. En 1991 participó de la Operación Desert Storm en el golfo Pérsico siendo parte de la coalición. La fragata realizó operaciones tanto militares como humanitarias. Puesta fuera del servicio en 2010, fue vendida a Pakistán y su nombre cambió a PNS Alamgir (F-260).

## Nombre
Su nombre original USS McInerney hizo homenaje al vicealmirante Francis X. McIerney, comandante en la Segunda Guerra Mundial y la guerra de Corea.